# USENIX
USENIX é a Associação de Sistemas Avançados de Computadores (em inglês:  Advanced Computing Systems Association). Ela foi fundada em 1975 sob o nome de "Grupo de Usuários Unix" (em inglês:  "Unix Users Group"), focando-se primeiramente no estudo e desenvolvimento do sistema operacional Unix e de sistemas similares. Em junho de 1977, um advogado da Corporação AT&T informou o grupo que eles não poderiam usar a palavra UNIX, pois já era uma marca comercial da empresa Western Electric (braço fabril da AT&T até 1995), o que levou à mudança do nome para USENIX. A partir de então, a associação cresceu e se tornou uma organização respeitada, de maneira geral, entre os profissionais, desenvolvedores e pesquisadores de sistemas operacionais. Desde a sua fundação, ela publica um jornal técnico intitulado ;login:.
A USENIX teve início como uma organização técnica. Conforme os interesses comerciais cresceram, diversos grupos separados passaram a trabalhar em paralelo, mais notadamente o Software Tools Users Group (STUG), que funciona como um auxiliar técnico para ferramentas estilo Unix e interface em sistemas operacionais não Unix, e o grupo de usuários /usr/group, que é voltado para questões comerciais.
A associação USENIX tem um grupo de interesse especial para administradores de sistemas, a LISA, antigamente conhecida como SAGE.
Ela patrocina vários seminários e conferências todos os anos, notadamente os seguintes: Simpósio de Design e Implementação de Sistemas Operacionais USENIX (em inglês:  USENIX Symposium on Operating Systems Design and Implementation) (OSDI), Simpósio de Design e implementação de Sistemas em Rede (em inglês:  USENIX Symposium on Networked Systems Design and Implementation) (NSDI), Conferência Técnica Anual USENIX (em inglês:  USENIX Annual Technical Conference), Simpósio de Segurança USENIX (em inglês:  USENIX Security Symposium), Conferência sobre Tecnologias de Arquivo e Armazenamento (em inglês:  USENIX Conference on File and Storage Technologies) (FAST); e com a LISA (antiga SAGE): Conferência de Administração de Sistemas de Instalação Larga (em inglês:  Large Installation System Administration Conference) (LISA).
O Presidente fundador da USENIX foi Lou Katz.

## Acesso aberto
A USENIX se tornou a primeira associação de computação a oferecer acesso aberto aos trabalhos de suas conferências e seminários em 2008. Desde 2013, ela ainda continua sendo a única a fazer isso. A partir de 2011, eles passaram a incluir gravações de áudio e vídeo das apresentações em seus materiais de livre acesso.

## USENIX Lifetime Achievement Award

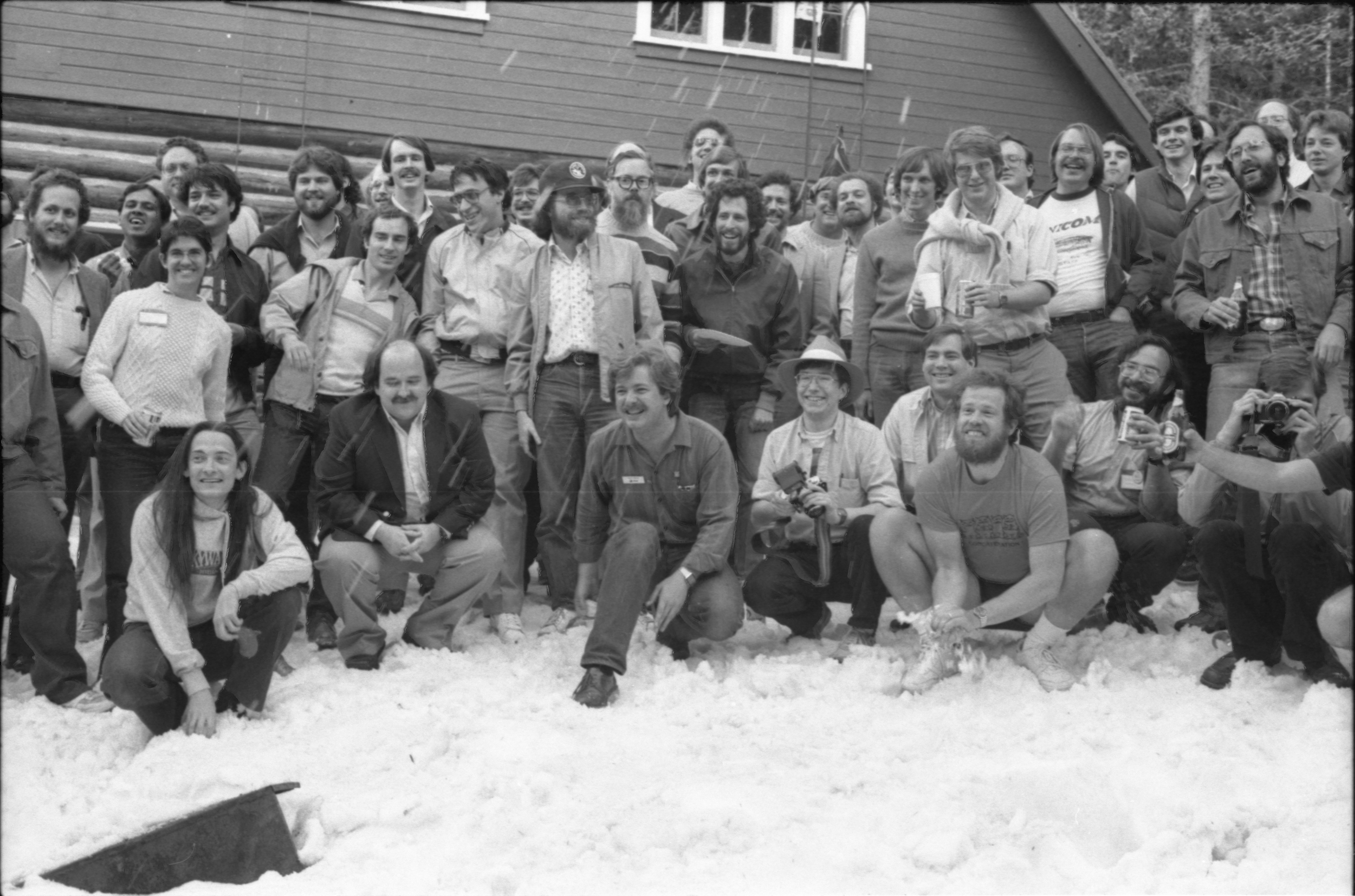
Apresentadores se divertindo na USENIX 1984 Summer. Foto por Perry Kivolowitz.

Este prêmio, também chamado de prêmio "Flama", é entregue anualmente desde 1993.
- 2014 Thomas E. Anderson
- 2012 John Mashey
- 2011 Dan Geer
- 2010 Ward Cunningham
- 2009 Gerald J. Popek
- 2008 Andrew S. Tanenbaum
- 2007 Peter Honeyman
- 2006 Radia Perlman
- 2005 Michael Stonebraker
- 2004 M. Douglas McIlroy
- 2003 Rick Adams
- 2002 James Gosling
- 2001 O Projeto GNU e todos seus contribuidores
- 2000 W. Richard Stevens
- 1999 "A Comunidade X Window System em Geral"
- 1998 Tim Berners-Lee
- 1997 Brian W. Kernighan
- 1996 The Software Tools Project
- 1995 A Criação da USENET por Jim Ellis e Tom Truscott
- 1994 Networking Technologies
- 1993 Berkeley UNIX